# Kloster San Michele a Quarto
Das Kloster San Michele a Quarto (meist Badia a Quarto genannt) war eine Zisterziensermönchsabtei in der Toskana, Italien. Es lag vier Meilen von Siena (daher der Name a Quarto) in San Dalmazio an der Straße nach Florenz in der heutigen Provinz Siena. Das Gebäude liegt heute in Tognazza (Località San Dalmazio, 340 m, ca. 320 Einwohner), einem Ortsteil der Gemeinde Monteriggioni.

## Geschichte
Das Kloster, über das kaum Hinweise vorhanden sind, wurde 1337 (und damit als vorletztes hochmittelalterliches Zisterzienserkloster im heutigen Italien) von Kardinal Riccardo de Petronibus gestiftet und der Abtei San Galgano unterstellt. Damit gehörte es der Filiation der Primarabtei Clairvaux an. Obwohl das Kloster bei seiner Gründung gut ausgestattet worden war, führte die Kommende schnell zum Niedergang. Das Kloster soll vor 1497 eingegangen sein. Unter Papst Pius V. (Papst von 1566 bis 1572) gelangte das Gelände an die Jesuiten, die es bis ins 18. Jahrhundert als Landgut nutzten.

## Anlage und Bauten
Die Fotos zeigen eine recht stattliche Anlage.